# ران کپول
ران کپول (انگلیسی: Ron Capewell; ۲۶ ژوئیهٔ ۱۹۲۹ – ۱۶ اوت ۲۰۱۶) بازیکن فوتبال اهل بریتانیا بود.
از باشگاه‌هایی که در آن بازی کرده‌است می‌توان به باشگاه فوتبال شفیلد ونزدی اشاره کرد.